# European Peace University
Die European Peace University (EPU) bot am Standort Stadtschlaining Studiengänge im Bereich der Friedens- und Konfliktforschung an. Sie hatte zwischen 31. März 2010 und 11. Juli 2013 den Status einer österreichischen Privatuniversität.

## Geschichte
Die Bildungseinrichtung wurde 1988 unter dem Namen European University Center for Peace Studies (EPU) von Gerald Mader gegründet, der auch das Österreichische Studienzentrum für Frieden und Konfliktlösung (ÖSFK) gründete, mit dem die EPU eng verbunden ist. 1995 erhielt sie gemeinsam mit dem ÖSFK den UNESCO-Preis für Friedenserziehung. Von 1995 bis 1998 war Wolfgang Dietrich Direktor des Institutes. Ab 1990 bot EPU ein Postgraduierten-Studium für Friedensforschung an. 
Am 11. Juli 2013 wurde die Akkreditierung als Privatuniversität durch die Agentur für Qualitätssicherung und Akkreditierung Austria widerrufen, das laufende Masterstudium Master of Arts in Peace and Conflict Studies allerdings noch bis 30. September 2014 akkreditiert. Der Widerruf ist rechtskräftig.

## Bildungsangebot
- Masterstudium Peace and Conflict Studies[1]